# Хведчук Леонід Володимирович
Леонід Володимирович Хведчук (нар. 25 червня 1936, с. Пасіки, нині Люблінське воєводство, Польща) — український майстер станкової і книжкової графіки, живописець. Член Національної спілки художників України (1974).

## Життєпис
Леонід Хведчук народився 25 червня 1936 року в селі Пасіках, нині гміна Томашів Томашівського повіту Люблінського воєводства Польщі.
1944 року разом з батьками депортований в Дніпропетровську область. Від 1946 — проживає в Луцьку.
Закінчив Київський гірничий технікум, Український поліграфічний інститут імені Івана Федорова (1968, учителі з фаху В. Бубнов, Р. Сильвестров, В. Овчинников). Працював столярем Ківерцівського механічного заводу. У 1955—1958 роках на строковій службі в армії.
Навчався у вечірній школі, відвідував художню студію при Луцькому міському будинку культури (1958—1960, керівник Євген Мельничук). Працював головним художником Волинських художньо-виробничих майстерень (1974—1977), викладачем дитячої районної студії Рожища та Волинського державного училища культури і мистецтв імені Ігоря Стравінського (1997—2001).

## Доробок
Автор вітражів (Ковельська лікарня залізничників), мозаїк (автопавільйони Волині), портретів (Леся Українка, Тарас Шевченко, Ян Замойський), живописних картин. 1967 року створив декорації до драми Михайла Стельмаха «На Івана Купала», які схвально оцінив письменник під час прем'єри вистави в Рожищі.
Від 1996 — учасник 150 обласних та міжнародних виставок. Персональні в містах Луцьку (1969, 2016), Львові (1969), Луцьку (1969), Гдині (2016, Польща). Роботи зберігаються у фондах музеїв Острога, Харкова, Луцька та інших.
Як художник-графік оформив та проілюстрував книги Олександра Богачука, Йосипа Струцюка, Валентина Кузьменка, Василя Гея, Олени Криштальської, Михайла Хижка, Лідії Засадко та Миколи Онуфрійчука. Роботи надруковані в альманаху «Світязь», журналі «Волинь», виданнях, які присвячені Лесі Українці.

## Нагороди
- відзнака ХХ Міжнародного пленеру в Краснобродах (Польща, 2004) — за портрет Яна Замойського.